# Гримо (Вар)
Гримо́ (фр. Grimaud) — коммуна во Франции в регионе Прованс — Альпы — Лазурный берег, департамент Вар, округ Драгиньян, кантон Сент-Максим.
Площадь коммуны — 44,58 км², население — 4181 человек (2006) с тенденцией к стабилизации: 4041 человек (2012), плотность населения — 91,0 чел/км².

## Географическое положение
Расположена у подножия покрытого густыми лесами горного массива Мор, между развалинами средневекового замка XI столетия и автомобильным шоссе D588, над заливом Сен-Тропе. Благодаря этому возвышенному положению Гримо в период от раннего Средневековья и вплоть до XVIII столетия играла важную роль в оповещении населённых пунктов Побережья на случай нападения приходивших из-за моря сарацин, пиратов и так далее. В состав коммуны входят четыре района: Гримо-Виллиж, Порт-Гримо, Сен-Пон-ле-Мюре и Бьюваллон.

## История
Согласно полученным при археологических раскопках сведениям, район современного Гримо был заселён человеком ещё в эпоху бронзы. Позднее, в античное время на его месте была греческая гавань Самбракис. В галло-римские времена море лежало значительно выше, нежели ныне, и при раскопках на территории коммуны археологи находят причальные камни для римских кораблей, керамику рубежа нашей эры, амфоры и прочее.
После битвы при Туртуре (973 год), когда граф Прованский Гильом I (Освободитель) изгнал арабов-сарацин из района Сен-Тропе, территория нынешнего Гримо переходит в качестве лена к одному из помощников графа, Гибелену де Гримальди. Являлся лит он принадлежащим к нынешнему роду князей Монако — точно не установлено. Собственно Гримо впервые упоминается письменно в одном из документов марсельского аббатства Сен-Виктор (как «castrum», укрепление). С XII и по XIV века его территория постепенно расширяется, в течение столетий он постепенно меняет владельцев — аббатство Сен-Виктор, аббатство Лерен, аббатство Ле-Тороне, епископство Фрежюс. К XVIII веку владение Гримо носило титулатуру маркизата.
В период Религиозных войн во Франции (1563—1598) замок Гримо был заброшен и при кардинале Ришельё разрушен. Впоследствии частично восстановленный (были возведены две новые башни), ныне находится под защитой государства как памятник истории (Monument historique).

## Население
Население коммуны в 2011 году составляло — 4106 человек, а в 2012 году — 4041 человек.
| 1962 | 1968 | 1975 | 1982 | 1990 | 1999 | 2006 | 2007 | 2011 | 2012 |
| ---- | ---- | ---- | ---- | ---- | ---- | ---- | ---- | ---- | ---- |
| 1378 | 1672 | 2408 | 2910 | 3322 | 3780 | 4181 | 4233 | 4106 | 4041 |

Динамика населения:

## Экономика
Основным источником доходов местного населения является туристический бизнес. Важную роль играет также сельское хозяйство: виноградарство и виноделие, сбор и переработка съедобных каштанов (маронов), пробкового дуба, оливок, пчеловодство, цветоводство.
Рыночный день в Гримо — четверг.
В 2010 году из 2592 человек трудоспособного возраста (от 15 до 64 лет) 1955 были экономически активными, 637 — неактивными (показатель активности 75,4 %, в 1999 году — 70,4 %). Из 1955 активных трудоспособных жителей работали 1703 человека (957 мужчин и 746 женщин), 252 числились безработными (111 мужчин и 141 женщина). Среди 637 трудоспособных неактивных граждан 145 были учениками либо студентами, 219 — пенсионерами, а ещё 273 — были неактивны в силу других причин.
На протяжении 2010 года в коммуне числилось 2021 облагаемое налогом домохозяйство, в котором проживало 4425,5 человек. При этом медиана доходов составила 20 тысяч 873 евро на одного налогоплательщика.

## Достопримечательности

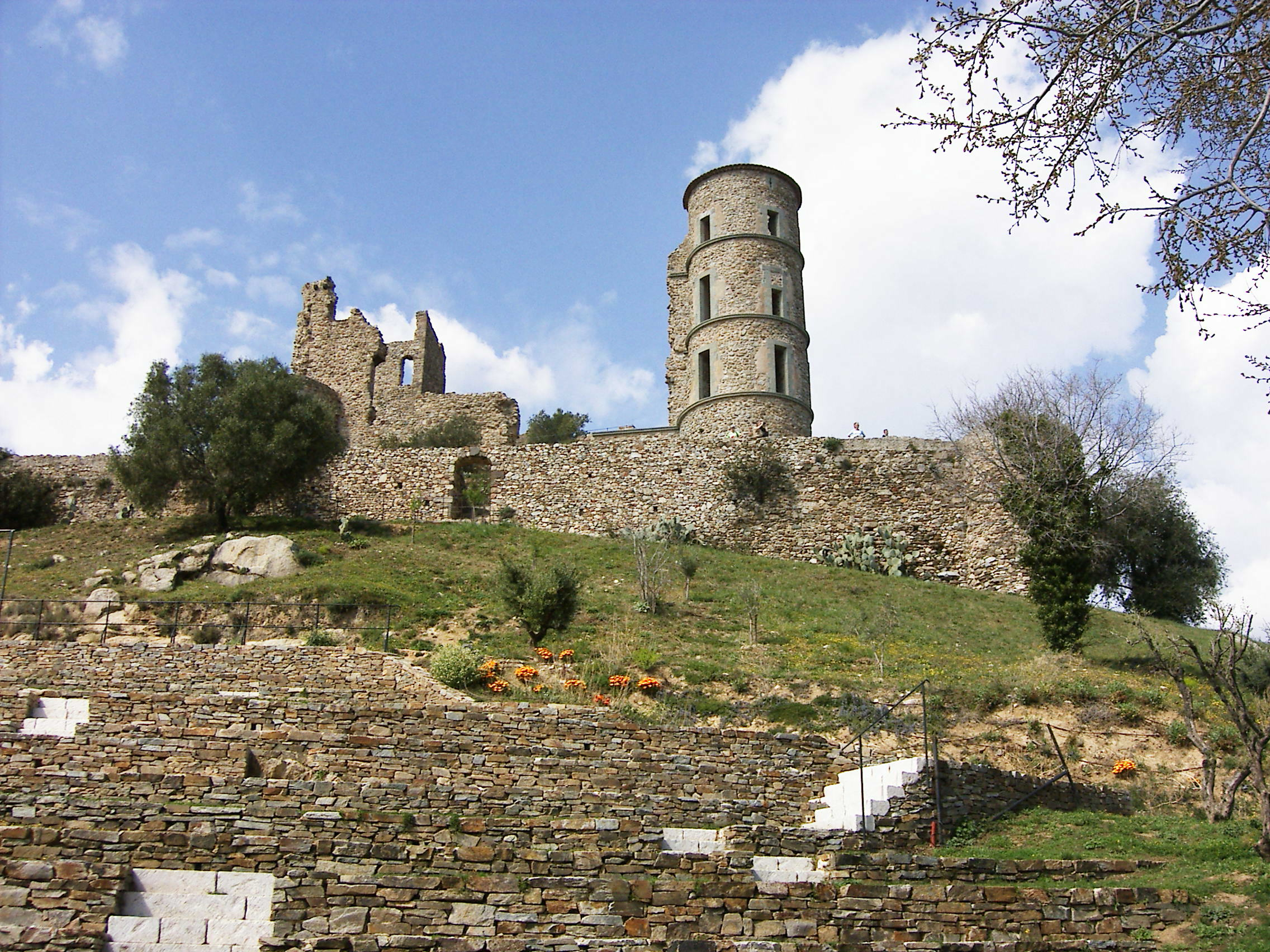
Руины замка Гримо

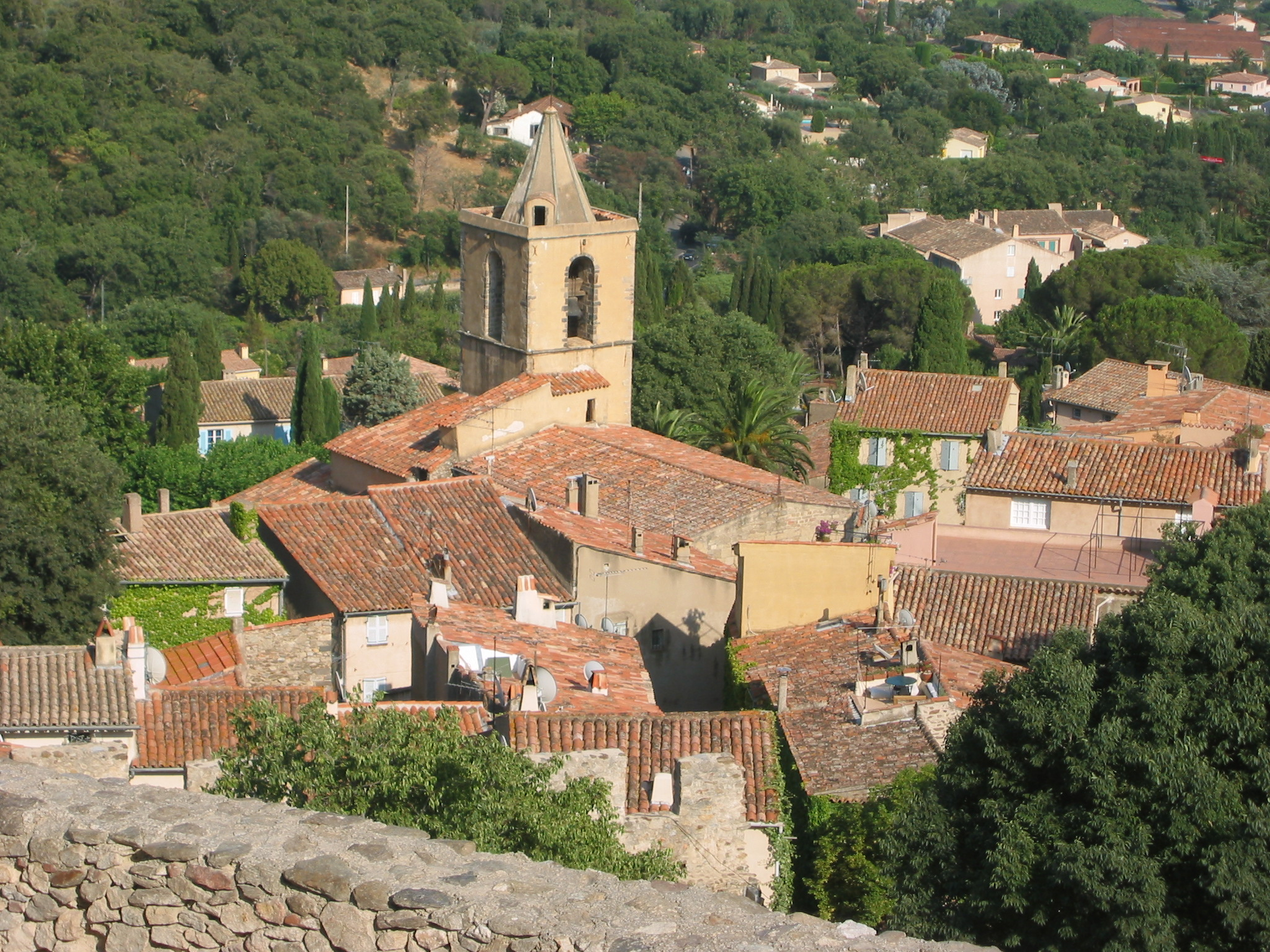
Гримо-Виллиж

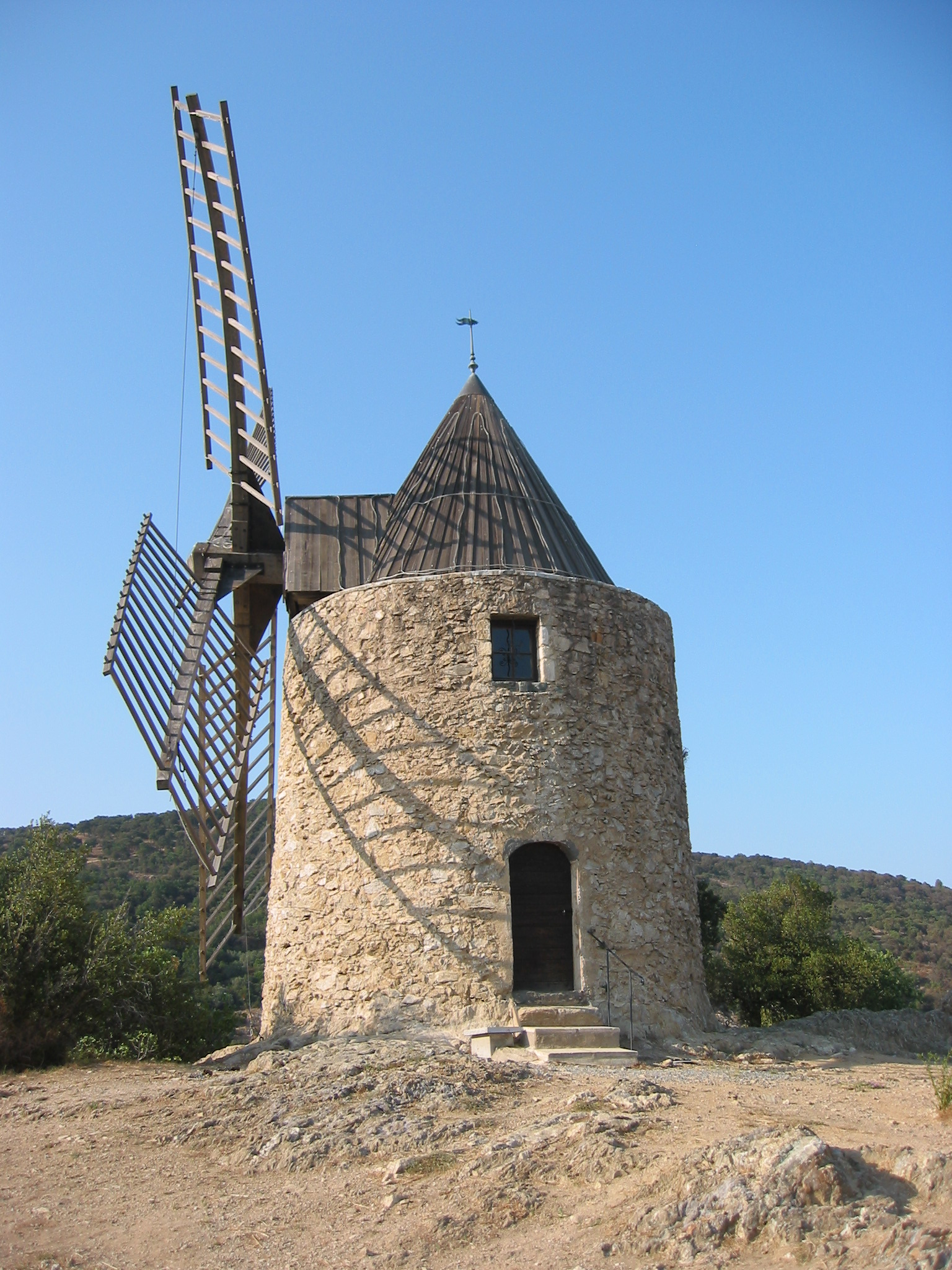
Ветряная мельница

Коммуна Гримо представляет собой великолепно сохранившееся поселение средневековой постройки, отчасти реставрированное. Некоторые из жилых домов относятся к XV—XVI столетиям. Стены построек старой кладки выдержаны в пастельных тонах, в целом традиционных для Прованса. Среди наиболее интересных архитектурных памятников следует назвать:
- частично реставрированные развалины замка Гримо, окружённого оборонительной стеной высотой до семи метров;
- романский собор Сен-Мишель конца XII века. Особенно интересна крестильная купель из каррарского мрамора XII столетия;
- капелла Кающихся (Chapelle des Pénitents) XV века;
- капелла Сен-Рош, XVII—XVIII веков:
- Нотр-Дам де ла Квест, капелла XI столетия;
- «дорога Тамплиеров» (Rue des Templiers) с Домом Аркад XV века;
- старая мельница (Moulin Saint-Roch), с 1990 года снова в рабочем состоянии
- «Мост фей» (Pont des Fées), построенный в XV—XVI веках.